# ブルネイ王国軍
ブルネイ王国軍（ブルネイおうこくぐん、マレー語：Angkatan Bersenjata Diraja Brunei）は、ブルネイ・ダルサラーム国の国軍。1961年5月31日設立。
所属機関にブルネイ王国陸軍、ブルネイ王国海軍、ブルネイ王国空軍、訓練所などがある。

## 概要
1961年5月31日にブルネイマレー連隊として設立された。1965年5月31日にはロイヤルの名が追加され、ロイヤルブルネイマレー連隊となった。1984年1月1日にイギリスから独立するとブルネイ王国軍に改称した。
王国軍の役割は、以下のように規定されている。
- 国の主権と領土の一体性を、直接的または間接的に損なおうとする国外勢力を抑止すること。国内において実際または潜在的に活動する破壊勢力を阻止すること。
- 侵略、テロ、反乱に対抗するための軍事作戦を実施すること。
- 要請を受けた場合、警察や民政当局を支援し、治安維持を支援すること。
- ブルネイ王国軍が政府および市民と融和的であるよう、地域社会との良好な関係を維持すること。

その歴史からブミプトラで優遇されたマレー民族のブルネイ市民は入隊できる。マレー民族はベライト、ビサヤ、ブルネイ、ドソン、ケダヤン、ムアラ、ツトンで構成される。

## 組織
憲法規定上、最高司令官は、ハサナル・ボルキア国王である。
国防省は、最高司令部の実務機関かつ軍の最高行政機関であり、ボルキア駐屯地に本部を置いている。
ブルネイ王国軍は、正規軍、後方支援部隊から組成され、陸軍、海軍、空軍、訓練所の4軍種に分かれる。

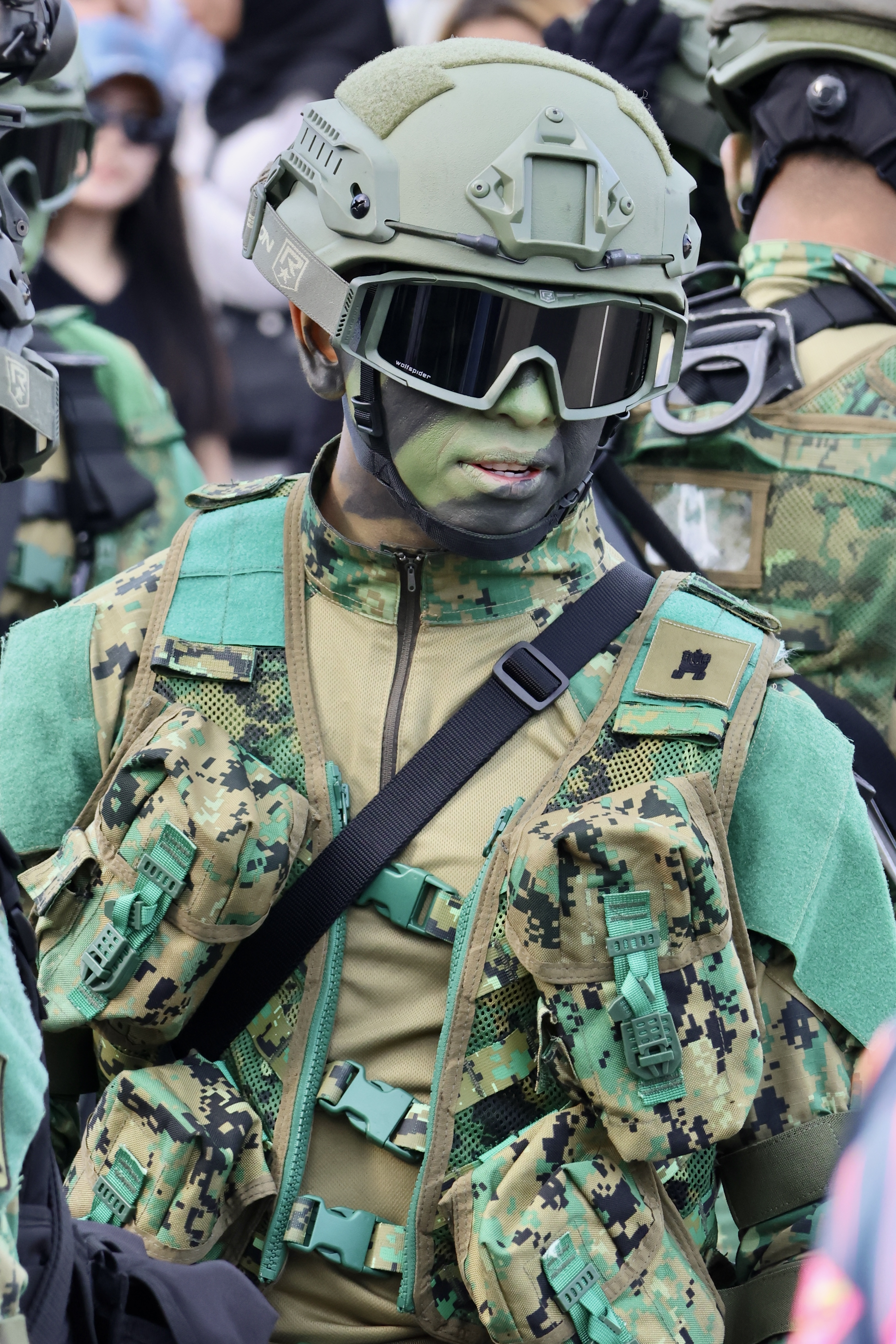
陸軍の兵士
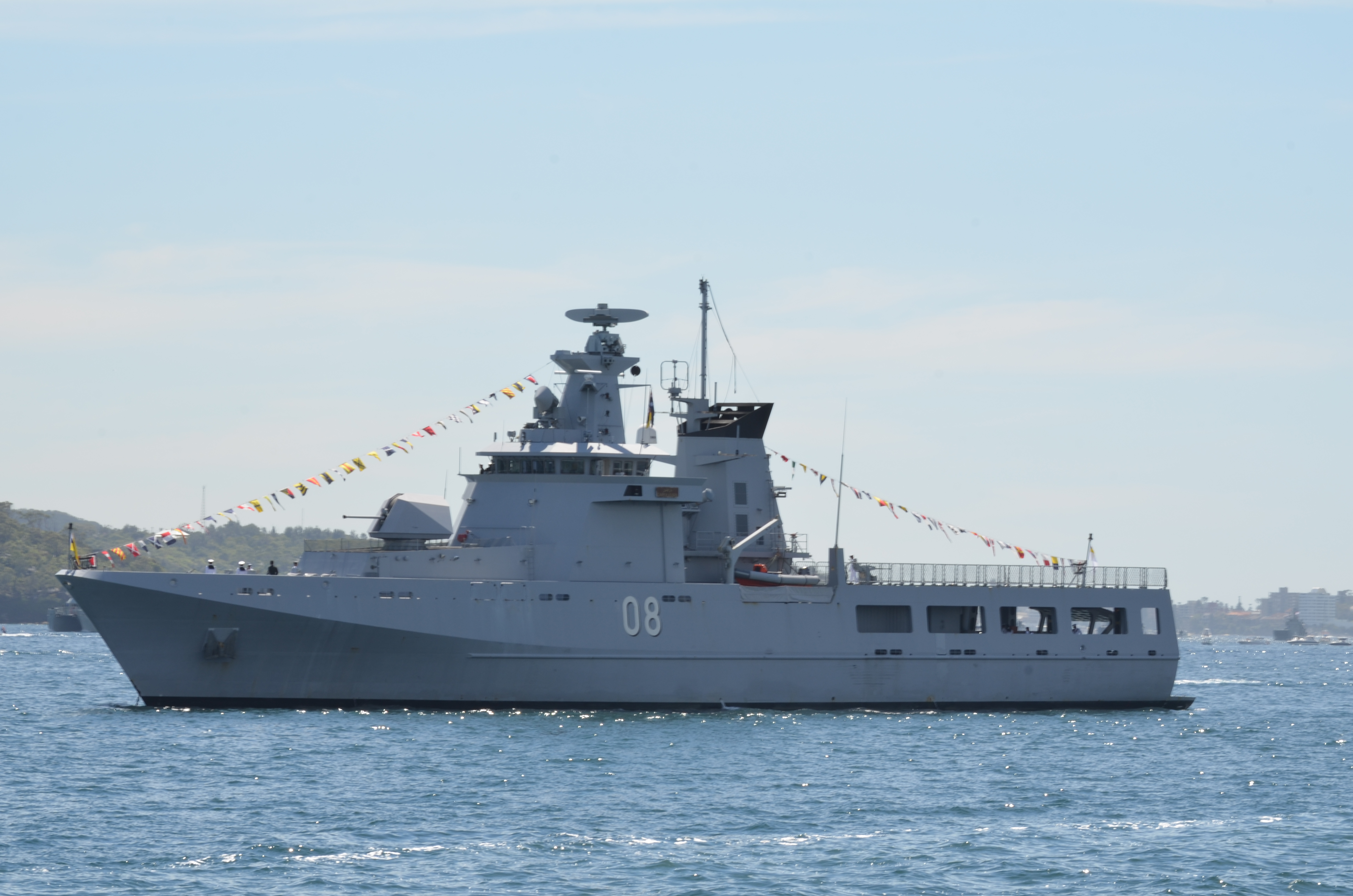
ダルサラーム級哨戒艦
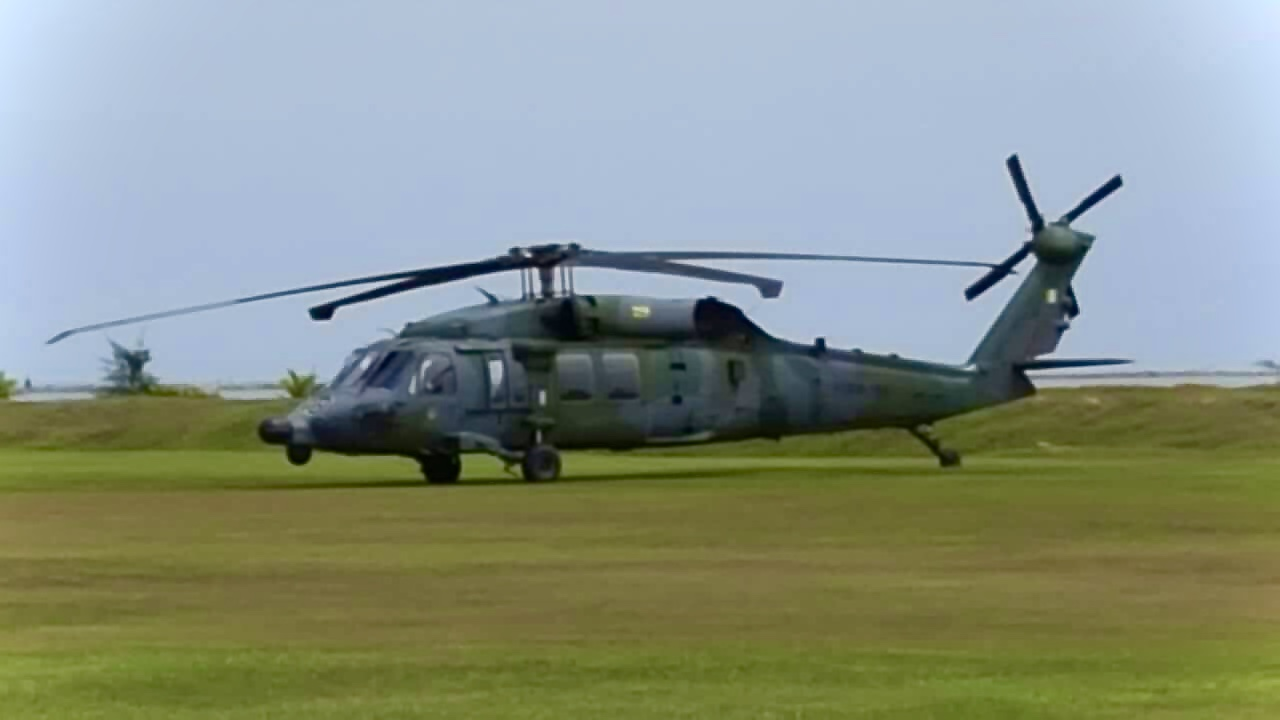
シコルスキー S-70